# Glavna cesta 108
Die Glavna cesta 108 (slowenisch für Hauptstraße 108) ist eine Hauptstraße zweiter Klasse in Slowenien.

## Verlauf
Die Straße verläuft von der Landeshauptstadt Ljubljana (deutsch: Laibach) nach Osten über Beričevo und Dol pri Ljubljani. Sie folgt weiter zunächst dem linken (nördlichen) Ufer der Save bis Litija (deutsch: Littai) und wechselt dort an das rechte Flussufer. Auf diesem Ufer führt sie nahe an den nördlich des Flusses gelegenen Städten Zagorje ob Savi (deutsch: Seger) und Trbovlje (deutsch: Trifail) vorbei. Auf der Höhe von Hrastnik wechselt die Straße wieder auf das linke Ufer der Save und folgt dieser bis zur Einmündung der Savinja (Sann) in Zidani Most (deutsch: Steinbrück). Dort endet sie bei der Einmündung in die Glavna cesta 5.
Die Länge der Straße beträgt 64,6 km.